# 山中崇
山中 崇（やまなか たかし、1978年3月18日 - ）は、日本の俳優。東京都出身。東京経済大学コミュニケーション学部卒業。妻は女優の西野まり。

## 人物・略歴
学生時代より演劇活動を始め、多くの舞台に出演。
大学時代、就職活動もしていたが岡本太郎の著書『自分の中に毒を持て』に刺激を受け、芝居の道に進むことを決意。舞台では野田秀樹、飴屋法水、松本雄吉らの演出家の作品に出演している。
2006年、映画『松ヶ根乱射事件』では事件の渦中にいる主人公の双子の兄としてクセのある男の役に挑戦。普通の青年の役を演じることが多かったが、これ以降、クセのある役のオファーも増える。
2013年、連続テレビ小説『ごちそうさん』で、ヒロインの実家の洋食屋に入り浸る売れない文士・室井幸斎を演じて当たり役となる。
名前に関しては、「崇」を「祟（たたり）」と間違われることを嘆いている。また、姓名の読みが同じ俳優（山中崇史）がいるが、血縁関係はない（『相棒』season17 第7話で共演を果たしている）。
大のカレー好きで、カレーマイスターの資格を持っている。
2011年に、女優西野まりと婚姻。
2013年、第一子誕生。

## 出演

### 映画
2001年
- きれいにするとこからはじめよう。（12月4日、山口智監督） - ワタベ 役

2002年
- あの坂をのぼれば（3月2日、今西祐子監督） - 津田圭介 役

2003年
- 怪談 こっちを見ないで…（8月16日、清水崇監督） - 忌野秀一 役
- 怪猫 轢き出し地獄（8月16日、清水崇監督） - 忌野秀一 役

2005年
- ユニットバスシンドローム（7月16日、山口智監督） - フジモト 役

2006年
- あおげば尊し（1月21日、市川準監督）

2007年
- 松ヶ根乱射事件（The Matsugane Potshot Affair）（3月10日、山下敦弘監督） - 鈴木光 役　※ 第19回東京国際映画祭 コンペティション部門 ノミネート作品
- 遠くの空に消えた（8月18日、行定勲監督） - トバの子分 役
- 屋根の上の赤い女（9月15日、岡太地監督） - 護摩里志 役
- 犯人に告ぐ（10月27日、瀧本智行監督） - 有賀優二 役

2008年
- チーム・バチスタの栄光（2月9日、中村義洋監督） - 斉木技士 役
- Sweet Rain 死神の精度（3月22日、筧昌也監督） - ロボット業者 役
- うた魂♪（4月5日、田中誠監督） - 磯野 役
- ぐるりのこと。（6月7日、橋口亮輔監督） - 小久保健二 役
- 百万円と苦虫女（7月19日、タナダユキ監督） - 田代 役
- R246 STORY「CLUB246」（8月23日、ILMARI(RIP SLYME)監督） - 変な男 役

2009年
- フィッシュストーリー（3月20日、中村義洋監督） - 健太郎 役
- パニック４ROOMS（4月4日、井上博貴監督） - ニコラス 役
- 空気人形（9月26日、是枝裕和監督） - ファミレス店長・岡部 役
- 戦慄迷宮3D THE SHOCK LABYRINTH（10月17日、清水崇監督） - 藤野刑事 役
- 代行のススメ（10月24日、山口智監督） - 江原誠mm二 役
- わたし出すわ（10月31日、森田芳光監督） - 川上孝 役
- ALL NIGHT LONG　－誰でもよかった－（松村克弥監督） - 野村健 役

2010年
- UFO食堂（7月17日、山口智監督）
- あまっちょろいラブソング（9月4日、宮田宗吉監督） - 小林圭介 役
- 悪人（9月11日、李相日監督）- 派出所の巡査 役
- 武士の家計簿（10月4日、森田芳光監督） - 前田斉泰 役
- 海炭市叙景（12月18日、熊切和嘉監督） - 工藤まこと 役
- アンダーウェア・アフェア（岨手由貴子監督） - 野澤 役

2011年
- NINIFUNI (6月11日、真利子哲也監督） - 加藤 役
- 君へ。（9月24日、西村晋也監督） - 片岡雄介 役
- 金陵十三釵（12月16日中国公開、張芸謀(チャン・イーモウ)監督） - 朝倉中尉 役

2012年
- セイジ -陸の魚-（2月18日、伊勢谷友介監督） - スナックのカラオケ客 役
- 夢売るふたり（9月8日、西川美和監督） - 日野洋太 役
- アウトレイジ ビヨンド（10月6日、北野武監督） - 山王会組員・サラリーマン風のヒットマン 役
- 希望の国（10月20日、園子温監督） - 加藤 役
- 悪の経典（11月10日、三池崇史監督） - 真田俊平 役
- ふがいない僕は空を見た（11月17日、タナダユキ監督） - 岡本慶一郎 役

2013年
- 劇場版 タイムスクープハンター-安土城 最後の1日-（8月31日、中尾浩之監督） - 平太 役

2014年
- 家路 （3月1日、久保田直監督） - 北村忠司 役
- 寄生獣（11月29日、山崎貴監督） - 辻 役

2015年
- 映画 深夜食堂（1月31日、松岡錠司監督） - ゲン 役
- 寄生獣 完結編（4月25日、山崎貴監督） - 辻 役
- 脳内ポイズンベリー（5月9日、佐藤祐市監督） - 川上礼子の夫 役
- 恋人たち（11月14日、橋口亮輔監督） - 区役所保健課職員・溝口 役 [5]
- 4／猫 ねこぶんのよん「ホテル菜の花」（12月12日、中泉裕矢監督）[6]

2016年
- 父の結婚（3月5日、ふくだももこ監督） - 紺野鷹之介 役
- エヴェレスト 神々の山嶺（3月12日、平山秀幸監督） - 斎藤 役
- 続・深夜食堂（11月5日、松岡錠司監督） - ゲン 役

2017年
- そうして私たちはプールに金魚を、（4月8日、長久允監督） - 先生 役
- こどもつかい（6月17日、清水崇監督） - 上杉慎吾 役
- あゝ、荒野 前編 / 後編（10月7日 / 21日、岸善幸監督） - 福島 役
- Music Of My Life「20年振りの恋」（10月21日、岡元雄作監督） - 金子陽一 役
- ゆらり（11月4日、横尾初喜監督） - 孝介 役

2018年
- 菊とギロチン（7月7日、瀬々敬久監督） - 和田久太郎 役
- 青の帰り道（12月7日、藤井道人監督） - 橘 役

2019年
- デイアンドナイト（1月26日、藤井道人監督） - 山口 役
- ねことじいちゃん（2月22日、岩合光昭監督） - 春山剛 役
- あの日のオルガン（2月22日、平松恵美子監督） - 大久保秀雄 役
- WE ARE LITTLE ZOMBIES（6月14日、長久允監督） - 中川田誠 役
- ヒキタさん! ご懐妊ですよ（10月4日、細川徹監督） - 桑島医師 役[7]
- 閉鎖病棟 -それぞれの朝-（11月1日、平山秀幸監督） - 島崎伸夫 役[8]

2020年
- 転がるビー玉（2月7日、宇賀那健一監督）‐サラリーマン 役[9]
- 銃2020（7月10日、武正晴監督）‐東子の父 役
- 君が世界のはじまり（7月31日、ふくだももこ監督）‐縁の父 役
- 燕 Yan（6月5日、今村圭佑監督） - 林龍心 役[10]
- 宇宙でいちばんあかるい屋根（9月4日、藤井道人監督） - 牛山武彦 役
- おらおらでひとりいぐも（11月6日、沖田修一監督） - 香西医師 役
- 泣く子はいねぇが（11月20日、佐藤快磨監督） - 後藤悠馬 役[11]

2021年
- あの頃。（2月19日、今泉力哉監督） - ロビ 役[12]
- あのこは貴族（2月26日、岨手由貴子監督） - 岡上真 役
- 明け方の若者たち（12月31日、松本花奈監督） - 中山 役[13][14]

2022年
- 余命10年（3月4日、藤井道人監督） - 桔梗の夫・鈴岡聡 役
- 千夜、一夜（10月7日、久保田直監督）[15]

2023年
- 最後まで行く（5月19日、藤井道人監督）[16]
- サーチライト-遊星散歩-（10月14日、平波亘監督） - 長谷川淳一 役[17]
- 山女

2024年
- 三日月とネコ（5月24日、上村奈帆監督） - 長浜一生 役[18]
- 正体（11月29日、藤井道人監督）[19]
- MIRRORLIAR FILMS Season6『カフネの祈り』（12月13日、増田彩来監督）[20]

2025年
- 港に灯がともる（1月17日、安達もじり監督） - 青山勝智 役[21][22]
- #真相をお話しします（4月25日、豊島圭介監督）[23]
- 九龍ジェネリックロマンス（8月29日公開予定、池田千尋監督） - 李 役[24][25]
- ブルーボーイ事件（11月14日公開予定、飯塚花笑監督） - 赤城昌雄 役[26][27]
- 君の顔では泣けない（11月14日公開予定、坂下雄一郎監督） - 坂平春樹 役[28][29]
- 消滅世界（11月28日公開予定、川村誠監督） - 医師 役[30][31]

### テレビドラマ
2003年
- 恋する日曜日 LOVE ON SUNDAY ファーストシリーズ 第25回「猫」（9月21日、安藤尋監督、BS-i）
- 第20回サントリーミステリー大賞スペシャル「運命が見える手」（11月15日、朝日放送）

2004年
- 演技者。 第17弾「グリフトの手口」（2月10日 - 3月10日、フジテレビ） - 松本 役
- 怪談新耳袋 第4シリーズ 三人来るぞ編 第19話(通算第59話)「ヘアピン」（7月14日、筧昌也監督 BS-i） - 大沢喬 役
- 君が想い出になる前に 第2話「新しい絆」（7月13日、関西テレビ制作、フジテレビ系）

2005年
- 美少女戦士セーラームーン 第15話「どろぼうをおしおきよ!」（1月17日、CBC制作、TBSテレビ系） - 中本 役
- 恋におちたら〜僕の成功の秘密〜 第2話「憧れのヒルズへ」（4月21日、フジテレビ系）
- 電車男（7月7日 - 9月22日、フジテレビ系） - 嫌味冬彦 役
- 電車男 もう一つの最終回スペシャル〜電車男VSギター男！！（10月6日、フジテレビ系） - 嫌味冬彦 役
- スパイ道 第1シリーズ 第9話「ミッション・インポッシビリティ」（BS-i）

2006年
- 電車男 DELUXE 最後の聖戦（9月23日、フジテレビ系） - 嫌味冬彦 役
- のだめカンタービレ（10月16日 - 12月25日、フジテレビ系） - 岩井一志 役

2007年
- スロースタート（1月27日・2月3日、NHK総合） - 柿本浩二 役
- Eネ!・ユキポンのお仕事 第2話「恋のクリーンアップニャ！」（4月8日、テレビ東京） - アキラ 役
- 帰ってきた時効警察 第7話（5月25日、テレビ朝日系） - 一宮一路 役

2008年
- のだめカンタービレ 新春スペシャル in ヨーロッパ（1月4日、フジテレビ系） - 岩井一志 役
- 音女 第27回「嫁ぐオトメ」（5月21日、テレビ朝日系）
- ザ・クイズショウ 第5話（8月2日、日本テレビ系）
- これでいいのだ!!赤塚不二男伝説（11月1日、フジテレビ系） - 石森章太郎 役
- 藤子・F・不二雄のパラレル・スペース 第3話「ボノム ～底ぬけさん～」（11月14日、WOWOW） - 助監督 役

2009年
- 警官の血 第2夜（2月8日、テレビ朝日系） - 小野寺剛 役
- RESET 第9話「死体の隣で目覚めたワタシ」（3月12日、日本テレビ系） - トモヤ 役
- Friend-Ship Project 90秒の夫婦の絆「方向音痴」篇（3月18日 - 31日、テレビ東京系）
- 空飛ぶタイヤ 第1話（3月29日、WOWOW） - 村野 役
- 世にも奇妙な物語 '09春の特別編「真夜中の殺人者」（3月30日、フジテレビ系） - 草野聡史 役
- 帰ってこさせられた33分探偵 第4話(通算第13話)「演歌歌手 殺人事件」（4月18日、フジテレビ系） - ゴルフを教えに来た男 役
- 深夜食堂（10月15日 - 12月17日、TBSテレビ系） - 林ゲン 役
- 怨み屋本舗REBOOT 第11・12話「心の闇」前・後編（9月18・25日、テレビ東京系） - 奈良崎保 役

2010年
- 大魔神カノン（4月2日 - 10月1日、テレビ東京系） - トモスケ 役
- チーム・バチスタ2 ジェネラル・ルージュの凱旋 第10話 - 最終話（6月8日 - 22日、関西テレビ制作、フジテレビ系） - 武田刑事 役
- 土曜ワイド劇場・交渉人 遠野麻衣子・最後の事件（6月26日、テレビ朝日系） - 野村尚人 役
- ジョーカー 許されざる捜査官 第7話「模倣犯現る…間違った正義」（8月24日、フジテレビ系） - 根津健太 役
- 闇金ウシジマくん 第4話 - 最終話（11月2日 - 12月14日、TBSテレビ系） - 板橋 役
- 医龍-Team Medical Dragon-3 第5・最終話（11月11日・12月16日、フジテレビ系）

2011年
- TAROの塔 第1回・最終回（2月26日・4月2日、NHK総合） - 学生1 役
- 名探偵コナン 工藤新一への挑戦状 〜怪鳥伝説の謎〜（4月15日、ytv制作、日本テレビ系） - 土師一誠 役
- 世にも奇妙な物語 〜21世紀21年目の特別編〜「PETS」（5月14日、フジテレビ系） - 幸太郎 役
- 海賊戦隊ゴーカイジャー 第13話「道を教えて」（5月15日、テレビ朝日系） - 梨田永吉 役
- 大！天才てれびくん ドラまちがい「ザ・逃亡者」（5月31日 - 7月12日、NHK Eテレ） - 森村刑事 役
- 深夜食堂2 第11・12・最終話（10月19・26日・12月21日、TBSテレビ系） - 林ゲン 役
- 謎解きはディナーのあとで 第6話「綺麗な薔薇には殺意がございます」（11月22日、フジテレビ系） - 藤倉俊夫 役

2012年
- 開拓者たち（1月1日 - 22日、NHK BSプレミアム）- 遠藤正治 役
- Fallen Angel 第3 - 5話（2月4日 - 18日、BS朝日） - 学習塾「こだまスクール」塾長・草野 役
- 早海さんと呼ばれる日 第6・9話（2月19日・3月11日、フジテレビ系） - 稲田孝平 役
- 分身 第4話・最終話（3月4・11日、WOWOW） - 尾崎 役
- Friend-Ship Project ～タクのタクシー～（3月31日、テレビ東京）
- はつ恋 第1 - 5話・最終話（5月22日 - 6月26日・7月17日、NHK総合） - 医師・野田幾也 役
- 世田谷駐在刑事（6月18日、TBSテレビ系） - 小石川刑事 役
- 警視庁捜査一課9係 season7 第9話「殺人同窓会」（8月29日、テレビ朝日系） - 岩波良介 役
- 花のズボラ飯（10月23日 - 12月25日、TBSテレビ系） - ガスケツ 役
- ゴーイング マイ ホーム 第2話 - 最終話（10月23日 - 12月18日、フジテレビ系） - 梶鉄也 / クーナ叔父２ 役
- ヒトリシズカ 第5話「罪時雨」（11月18日、WOWOW） - 山川浩 役
- イロドリヒムラ 第6話「脳内彼女」（11月19日、TBSテレビ系） - 放送作家 役
- 勇者ヨシヒコと悪霊の鍵 第7話（11月23日、テレビ東京系） - 偽メレブ 役

2013年
- 大河ドラマ 八重の桜 第7回（2月17日、NHK） - 大庭恭平 役
- 連続テレビ小説 ごちそうさん 第8 - 150話（2013年度後期、NHK） - 室井幸斎 役
- dinner 第3話（1月27日、フジテレビ系） - 小林勝則 役
- ミエリーノ柏木 第5・9話（2月9日・3月9日、テレビ東京系） - 羽鳥亮 役
- 小暮写眞館 第1回「幽霊が出る写真館」（3月31日、NHK BSプレミアム） - 三田真 役
- 青山ワンセグ開発 ぐいぐいゾンビ 第2話「死霊のヘアサロン」（4月18日、NHK Eテレ・NHKワンセグ2）
- 空飛ぶ広報室 第5回（5月12日、TBSテレビ系） - 記者・増永 役
- 警部補 矢部謙三２ 第3話（7月26日、テレビ朝日系） - 吉野裕太郎 役
- 水曜ミステリー9 検事・沢木正夫「第三の容疑者」（9月25日、テレビ東京系） - 松永大地 役
- 金曜プレステージ 屍活師 〜女王の法医学〜（9月27日、フジテレビ系） - 真崎達也 役
- 世にも奇妙な物語 '13秋の特別編「仮婚」（10月12日、フジテレビ系） - 大崎進 役

2014年
- 水曜ミステリー9 「逆光」保護司 笹本邦明の奔走（1月29日、テレビ東京系） - 井上 役[32]
- Friend-Ship Project ～15年目の同窓会～ 第1話（2月3日、テレビ東京系） - 市川敦 役
- S -最後の警官- 第9話（3月9日、TBSテレビ系） - イルマの父・林啓太郎 役
- 世田谷駐在刑事2（4月7日、TBSテレビ系） - 小石川刑事 役
- ごちそうさんっていわしたい！（4月19日、NHK BSプレミアム） - 室井幸斎 役
- 松本清張ドラマスペシャル・死の発送（5月30日、フジテレビ系） - 末吉秀夫 役
- 花咲舞が黙ってない 第1シリーズ 第9話（6月11日、日本テレビ系） - 伏見崇 役
- 55歳からのハローライフ 最終話「空飛ぶ夢をもう一度」（7月12日、NHK総合） - 佐伯 役
- 匿名探偵2 第3話「探偵と夢見がちな女」（7月25日、テレビ朝日系） - 松本 役
- 孤独のグルメ Season4 第6話（8月13日、テレビ東京系） - 「カマルプール」店主 役
- 戦う女 第1話（10月17日、フジテレビNEXT） - 真木隆弘・パパ 役[33]
- Nのために 第2・3・4・6・最終話（10月24日 - 12月19日、TBSテレビ系） - 池園和幸 役
- 水曜ミステリー9 弁護士 水木邦夫 「残り火」（10月29日、テレビ東京系） - 相浦純也 役
- 女はそれを許さない 第4話（11月11日、TBSテレビ系） - 横森茂 役
- 深夜食堂3 第24・28・最終話（11月12日・12月10・24日、TBSテレビ系） - 林ゲン 役
- 隣のレジの梅木さん（12月21日、フジテレビ系） - 小林広志 役

2015年
- 戦う！書店ガール（4月14日 - 6月9日、フジテレビ系） - 谷田部二郎 役
- REPLAY&DESTROY 第6話・最終話（6月3日・17日、TBSテレビ系） - 丸崎道夫 役
- 洞窟おじさん 第2話（7月、NHK BSプレミアム） - 花商人・知見 役
- 禁断のホラーミステリー 怪異TV（8月6日 - 20日、NHK BSプレミアム） - リポーター“山中崇” 役
- 世田谷駐在刑事3（8月10日、TBSテレビ系） - 小石川刑事 役
- 石の繭 殺人分析班 第3話（8月30日、WOWOW） ‐ 笹久保刑事
- 山形発地域ドラマ「私の青おに」（11月18日、NHK BSプレミアム） - 小坂 役
- 青春探偵ハルヤ 〜大人の悪を許さない！〜 第6話（11月19日、読売テレビ制作、日本テレビ系） - 立花圭介 役
- よろず屋ジョニー 第5話（12月18日、フジテレビTWO） - ホテルマン・安本 役[34]

2016年
- シリーズ・江戸川乱歩短編集 1925年の明智小五郎「Ｄ坂の殺人事件」（1月11日、NHK BSプレミアム） - 古本屋の主人 役
- ヒガンバナ〜警視庁捜査七課〜 第1話（1月13日、日本テレビ系） - 唐島新之助 役
- ワカコ酒 Season2 第2話（1月15日、BSジャパン） - 会社員 役
- 税務調査官・窓際太郎の事件簿28（1月26日、TBSテレビ系） - 岸俊夫 役
- 嫌な女 第1回（3月6日、NHK BSプレミアム）  - 西岡章男 役
- 僕のヤバイ妻 第4話・第6話（5月10日・24日、関西テレビ制作、フジテレビ系） ‐ 米田博 役
- トットてれび 最終話（6月18日、NHK総合） - ディレクター 役
- ON 異常犯罪捜査官・藤堂比奈子 第1話「SWITCH」（7月12日、関西テレビ制作、フジテレビ系） ‐ 斉藤文隆 役
- NHKスペシャル 未解決事件 File.05 ロッキード事件「未解決事件外伝 ～ロッキード事件と田中角栄の時代～」（7月23日、NHK総合） - NHK社会部記者・高坂健二 役[35]
- 営業部長 吉良奈津子 第5話・第6話（8月18日・25日、フジテレビ系） ‐ 桜木健太 役
- 24時間テレビ 愛は地球を救う39 ドラマスペシャル「盲目のヨシノリ先生〜光を失って心が見えた〜」（8月27日、日本テレビ系） - 益田 役
- 模倣犯（9月21日・22日、テレビ東京系） - 浅川智也 役
- スペシャルドラマ 刑事 犬養隼人2（9月24日、朝日放送制作、テレビ朝日系） - 沼田博正 役
- 獄門島（11月19日、NHK BSプレミアム） ‐ 清水巡査 役

2017年
- 大河ドラマ おんな城主 直虎 第13回 - 最終回（4月2日 - 12月17日、NHK） ‐ 瀬戸村の百姓・八助 役
- 大江戸事件帖 美味でそうろう2（2月17日、BS朝日）
- 嘘なんてひとつもないの（3月7日 - 28日、NHK BSプレミアム） - コツカ 役
- 増山超能力師事務所 第10話（3月9日、日本テレビ系） ‐ 長尾秀人 役
- 100万円の女たち（4月14日 - 6月30日、テレビ東京系） - 桜井誠二 役
- 世にも奇妙な物語 '17春の特別編「カメレオン俳優」（4月29日、フジテレビ系） ‐ 土橋国彦 役
- 母になる 第4話・第8話（5月3日・31日、日本テレビ系） ‐ 柿田尚安 役
- 貴族探偵 第9話（6月12日、フジテレビ系） - 水橋洋一 役
- 遺留捜査 第4シーズン 第5話（8月10日、テレビ朝日系） ‐ 東條達也 役
- ハロー張りネズミ 第8話（9月1日、TBSテレビ系） - 栗田伸一 役
- 下北沢ダイハード 第7話「手がビンになった男」（9月1日、テレビ東京系） - 山中（声） 役[36]

2018年
- 連続テレビ小説 半分、青い。 第71回・第112回・第153回 - 第155回（2018年度前期、NHK） - 浅葱洋二 役[37]
- 超入門!落語 THE MOVIE シーズン2 第13回「後生鰻」（2月1日、NHK総合） - 鰻屋の親方 役
- イノセント・デイズ（3月18日 - 4月22日、WOWOW） - 八田聡 役
- スモーキング 第6話 - 最終話（5月25日 - 7月6日、テレビ東京系） - 若林 役
- そろばん侍 風の市兵衛 第2部「雷神」第4・5話（6月16・23日、NHK総合） - 岸屋新蔵 役
- 結婚相手は抽選で 第3話・第4話（10月20日・27日、フジテレビ系） - 春川将 役
- ぬけまいる〜女三人伊勢参り 第1・2話（10月27日・11月3日、NHK総合） - 寛太 役
- 記憶（3月21日-6月6日、フジテレビNEXT / J:COM） - 奥寺義則 役
- 昔話法廷 第9話「『ブレーメンの音楽隊』裁判」（8月13日、NHK Eテレ） - 検察側証人・盗賊一家の長男 役
- ハラスメントゲーム 第4話（11月5日、テレビ東京系） - 岩熊義雄 役
- 相棒 season17 第7話「うさぎとかめ」（11月28日、テレビ朝日系） - 鮫島博文 役
- 炎上弁護人（12月15日、NHK総合） - 日下部聡史 役

2019年
- 面白南極料理人（1月13日 - 3月31日、テレビ大阪・BSテレ東） ‐ 下平隊員（盆） 役
- フルーツ宅配便 第6話（2月15日、テレビ東京系）‐ 安田 役
- 新しい王様 Season2（TBS×Paravi）‐迫田 役
- 二つの祖国 第1話（3月23日、テレビ東京系） ‐ 久保作造 役
- 虫籠の錠前 第1・2話（3月22・29日、WOWOW） - キリヤマ 役
- 向かいのバズる家族（4月4日 - 6月6日、日本テレビ系） - 丹羽和博 役
- インハンド 第4話（5月3日、TBSテレビ系）‐ 鍋島智樹 役
- 悪党 〜加害者追跡調査〜（5月12日 - 6月16日、WOWOW） - 寺田正志 役
- パーフェクトワールド 第6話 - 第8話（5月28日 - 6月11日、関西テレビ制作、フジテレビ系） ‐ 高木圭吾 役
- 電影少女 -VIDEO GIRL MAI 2019- 第8話・第10話（5月31日・6月14日、テレビ東京系） ‐ 高山監督 役
- スカム（7月1日 - 8月26日、毎日放送） - 山田良 役
- 君は天才！〜渡辺謙がコメディに挑戦！！〜（8月10日、NHK BSプレミアム）‐ 濱野裕一朗 役
- これは経費で落ちません! 第4話・第5話（8月16・23日、NHK総合） ‐ 熊井良人 役
- サウナーマン〜汗か涙かわからない〜（8月26日 - 11月11日、朝日放送） - 南野シューイチ 役
- ハル〜総合商社の女〜（10月21日 - 12月9日、テレビ東京系） ‐ 藤尾勝之 役

2020年
- 連続テレビ小説 エール 第93回 - 第96回（2020年度前期[注 2]、NHK） - 天野弘 役
- ハイポジ 1986年、二度目の青春。（1月12日 - 3月29日、テレビ大阪・BSテレ東） - 下妻京一 役[38]
- 絶対零度〜未然犯罪潜入捜査〜 第4話（1月27日、フジテレビ系） - 梶智明 役[39]
- あまんじゃく2　元外科医の殺し屋 最後の闘い（3月30日、テレビ東京系） - 比留川茂 役[40][41]
- SUITS Season2 第2話（4月20日、フジテレビ系）‐矢吹晋作 役
- 東京男子図鑑 第2話 - 第4話・第8話 - 最終話（5月9日 - 23日・6月19日 - 7月3日、関西テレビ） - 大隅高信 役[42]
- 日曜プライム 家栽の人（5月17日、テレビ朝日系） - 戸張浩介 役
- すぐ死ぬんだから（8月23日 - 9月20日、NHK BSプレミアム） - 寺本医師 役
- 月曜プレミア8 警視庁遺失物捜査ファイル（8月24日、テレビ東京系） - 木下裕司 役
- DIVER-特殊捜査班- 第2話（9月29日、関西テレビ制作・フジテレビ系） - 橘由紀夫 役

2021年
- おもひでぽろぽろ（1月9日、NHK BSプレミアム） - 坂口 役
- 明治開化 新十郎探偵帖 第5回「ロッテナム美人術」（1月15日、NHK BSプレミアム） - 大伴宗久 役
- ドラマプレミア10 アノニマス〜警視庁“指殺人”対策室〜 第1話（1月25日、テレビ東京系） - 岩永伸介 役[43]
- ペンションメッツア 第4(5)話[注 3]「ヤマビコの休日」（2月6日、WOWOW) 　- ヤマビコ 役[44]
- きれいのくに 第6話 - 最終話（５月17 - 31日、NHK総合） - 千葉刑事 役
- トーキョー製麺所 第1話 - 第3話（9月8 - 22日、TBSテレビ系） - 筧和人 役
- 家栽の人2（9月29日、テレビ朝日系） - 戸張浩介 役
- ほんとにあった怖い話 2021特別編「凶音の誘い」（10月23日、フジテレビ系） - 鷺沼浩一 役
- アバランチ 第2話 - 最終話（10月25日 - 12月20日、関西テレビ制作・フジテレビ系）- 桐島雄司 役

2022年
- 大河ドラマ 鎌倉殿の13人（NHK総合） - 平賀朝雅 役[45]
- 連続テレビ小説 ちむどんどん 第36話 - （2022年度前期、NHK総合） - 田良島甚内 役[46]
- 旅屋おかえり「秋田編」「愛媛・高知編」（1月25日 - 28日、NHK BSプレミアム） - 鵜野雅臣 役
- 私のエレガンス（4月2日 - 5月7日、BSテレビ東京） ‐ 碇教諭 役
- 今度生まれたら（5月8日 - 6月19日、NHK BSプレミアム） - 佐川剛 役
- 教祖のムスメ（6月2日 - 7月14日、毎日放送・テレビ神奈川 他） - 松尾昌平 役
- 拾われた男 LOST MAN FOUND 第2話（7月3日、NHK BSプレミアム） - 鬼軍曹 役
- オクトー 〜感情捜査官 心野朱梨〜（7月7日 - 9月8日、読売テレビ・日本テレビ系） - 雲川幸平 役[47]

2023年
- インフォーマ（1月20日 - 3月24日、関西テレビ）[48]
- 幸運なひと（3月6日、NHK BSプレミアム・NHK BS4K） - 中村昭彦 役[49]
- VIVANT 第1話・第5話・第6話（7月16日・8月13日・20日、TBS） - アリ・カーン 役[50][51]
- ブラックファミリア〜新堂家の復讐〜（10月6日 - 12月7日、読売テレビ・日本テレビ系） - 新堂航輔 役[52]

2024年
- 95（4月8日 - 6月10日、テレビ東京） - 広重高志 役[53]
- パーセント（5月11日 - 6月1日、NHK総合・NHK BSプレミアム4K） - 植草秀樹 役[54]
- ブラック・ジャック（6月30日、テレビ朝日）[55]
- コトコト〜おいしい心と出会う旅〜 富山編（冬放送予定、NHK総合・NHK BSプレミアム4K） - 結稀芳人 役[56]

2025年
- 法廷のドラゴン 第1話（1月17日、テレビ東京） - 香坂宏紀 役[57]
- 水平線のうた（3月1日・8日、NHK総合・NHK BSプレミアム4K） - 阿部一樹 役[58]
- キャスター 第4話・第6話・第7話（5月4日・18日・25日、TBS） - 川島圭介 役[59]

### テレビアニメ
- ミチコとハッチン (2008年10月15日 - 2009年3月18日、フジテレビ)  - イヴァン(弟) / イヴォ(兄) 二役

### テレビ番組
- 未来創造堂 第5回 シアター創造堂「コンタクトレンズを作った男」（2006年5月5日、日本テレビ）
- GO!GO!アッキーナ 第5回「桃子、夏に、走る。」（2008年7月30日、テレビ東京）
- 美の巨人たち 第722回 平山郁夫「流水間断無」（2014年6月14日、テレビ東京）
- NONFIX　“ひらめき”で自閉症と闘う　異端の出張カウンセラー（2017年3月30日、フジテレビ） - ナレーション 担当[60]
- シャキーン！「5年3組 表情ゆたか先生」（2017年 - 2018年2月19日、NHK Eテレ） - 表情ゆたか 役
- 目撃!にっぽん「ずっと父が嫌いだった ～家族が向き合う戦争の傷痕～」（2021年8月22日、NHK総合） - ナレーション 担当[61]
- 遠くへ行きたい（読売テレビ）[62]
  - 第2310回「世界遺産の森と海」青森～白神山地（2016年6月5日）
  - 第2347回「つるっと満腹 讃岐の春！」香川（2017年3月5日）
  - 第2365回「阿波の名物！夏づくし」徳島（2017年7月9日）
  - 第2389回「“おんせん県”不思議めぐり」大分（2018年1月7日）
  - 第2474回「名残の夏！黒部の秘境と風の盆」富山（2019年9月15日）
  - 第2568回「風情ある奈良で発見の旅」奈良〜御所（2021年7月18日）
- ガイアの夜明け（テレビ東京）‐ ナレーション
  - 第926回「新たな挑戦…日本初の水族館を作る！」（2020年8月11日）[63]
  - 第927回「いま 駅が最高の売り場に！」（2020年8月18日）[64]
  - 第975回「ワクチンの真実2～独占!国産ワクチン開発 最前線～」(2021年7月30日)
  - 第976回「ANA 大逆風に立ち向かう 〜再生に向けた218日の記録〜」（2021年8月13日）
  - 第977回「旅の常識が変わる！〜コロナで変わる旅行のカタチ〜」（2021年8月20日）
  - 第978回「日の丸スポーツメーカー もう一つの闘い」（2021年8月27日）
  - 第979回「外食危機... 女性リーダーの決断」（2021年9月3日）
- NHKスペシャル（NHK総合） - ナレーション
  - 「職場を襲う“新型うつ”」（2012年4月29日）
  - 「コロナ危機 女性にいま何が」(2020年12月5日）[65]
  - 「四冠誕生 藤井聡太 激闘200時間」（2021年12月12日）

### ネット配信
- ロス:タイム:ライフ 第10節「猫篇」（2009年4月13日- 配信、au）
- 深夜食堂シリーズ（Netflix） - 林ゲン 役
  - 深夜食堂4 -Tokyo Stories- 第35話・最終話（2016年10月21日- 配信）
  - 深夜食堂5 -Tokyo Stories- 第41話・第49話・最終話（2019年10月31日- 配信）
- 代償　第2話・第5話（2016年11月18日- 配信、Hulu） - 浅沼秀秋 役[66]
- 日本をゆっくり走ってみたよ 〜あの娘のために日本一周〜（2017年10月20日- 配信、Amazon Prime Video） - 佐田 役
- ハル 〜総合商社の女〜 チェインストーリー（GYAO!） - 藤尾勝之 役
  - 第0.5話「若手社員・青柳の憂鬱」（2019年10月9日- 配信）
  - 第6.5話「晴と和田の新事実に戸惑う部員たち」（2019年11月25日- 配信）
  - 第8.5話「世界へ向けて、さらなる進撃！」（2019年12月9日- 配信）
- 酒癖50 第2話「酒乱」（2021年7月22日- 配信、ABEMA SPECIAL） - 下野武 役
- 会社は学校じゃねぇんだよ 新世代逆襲編 第3話（2021年11月4日- 配信、AbemaTV） - 皮革工場「グッドマン」大宮社長 役
- THE DAYS（2023年6月1日、Netflix） - 熊谷 役
- インフォーマ -闇を生きる獣たち-（2024年11月7日 - 、ABEMA） - 箱崎徹 役[67]

### ラジオドラマ
- FMシアター（NHK-FM）
  - 「婚礼、葬礼、その他」（2014年1月25日）[68]
  - 「朝が生まれる」（2022年1月8日） - 越智大智 役[69]
  - 『ロゼットの朝』（2023年2月11日）[70] - 西野 役
- 青春アドベンチャー（NHK-FM）
  - 「予言村の転校生」（2015年1月5日 - 16日） - 湯木育雄 役[71]
- 特集オーディオドラマ（NHK-FM）
  - 「ピンザの島」（2017年8月13日）[72]

### 舞台
2003年
- NODA・MAP 『オイル』
- 青島レコード 『夜ごと太る女のために』
- 青島レコード 『FROG KICK』
- bird's-eye view 『campus;full』

2004年
- 新国立劇場 『透明人間の蒸気』（作・演出：野田秀樹）
- 松竹 『髑髏城の七人』
- 青島レコード 『SLAPHAPPY』
- bird's-eye view 『nu』
- Oi-Scale 『ヒミズ』

2005年
- パルコ・リコモーション 『ダブリンの鐘つきカビ人間』
- G-up 『Deep Forest』
- 青島レコード 『ぼくにとどけきみのうたごえ』
- 絶対王様 『やわらかい脚立』（作・演出：笹木彰人）

2006年
- 新国立劇場 『やわらかい服を着て』（作・演出：永井愛）[73]

2007年
- 新国立劇場 『アルゴス坂の白い家-クリュタイメストラ-』演出 鵜山仁[74]

2008年
- 劇団宝船 『愛される覚えはない』作・演出 新井友香
- ドラマ・リーディング21『醜男(ぶおとこ)』（演出：ノゾエ征爾）

2009年
- muro式.2『例』

2010年
- muro式.4『x,y,z』

2011年
- あうるすぽっと『おもいのまま』（演出：飴屋法水）

2012年
- 『温室』(作：ハロルド・ピンター　演出：深津篤史)

2013年
- 『アジア温泉』(作：鄭義信　演出：ソンジェンチェク)
- 『石のような水』(作：松田正隆　演出：松本雄吉)

2014年
- 『小指の思い出』（作：野田秀樹　演出：藤田貴大）

2015年
- 『No.9 -不滅の旋律-』(作：中島かずき　演出：白井晃)
- 『気づかいルーシー』(原作：松尾スズキ　演出：ノゾエ征爾)[75]
- PARCO劇場『いやおうなしに』(作：福原充則　演出：河原雅彦)

2016年
- 『PORTAL』(作：林慎一郎　演出：松本雄吉)
- シス・カンパニー『アルカディア』(作：トム・ストッパード　演出：栗山民也)[76]
- シス・カンパニー『エノケソ一代記』(作・演出：三谷幸喜)[77]

2017年
- 『気づかいルーシー』(原作：松尾スズキ　演出：ノゾエ征爾)[78]
- 東京芸術劇場『リチャード三世』(作：ウィリアム・シェイクスピア　演出：シルヴィウ・プルカレーテ)[79][80]

2018年
- 新国立劇場『消えていくなら朝』(作：蓬莱竜太　演出：宮田慶子)[81]

2020年
- 東京芸術劇場30周年記念公演『真夏の夜の夢』(作：ウィリアム・シェイクスピア　潤色：野田秀樹　演出：シルヴィウ・プルカレーテ)[82]

2024年
- 『ポート・オーソリティ-港湾局-』（作：コナー・マクファーソン　演出：荒井遼)[83]
- シス・カンパニー『桜の園』（作：アントン・チェーホフ 上演台本・演出：ケラリーノ・サンドロヴィッチ）[84]

### MV
- T字路s「夜明けの唄」（2020年）[85]
- マカロニえんぴつ「たましいの居場所」（2022年）[86]

### 広告
2003年
- NTT DoCoMo 『若者応援キャンペーン』
- LION 『部屋干しトップ』
- NTT DoCoMo九州 『離れていても篇』

2004年
- NTT DoCoMo九州 『種子島篇』
- NTT DoCoMo九州 『臼杵篇』
- NTT DoCoMo九州 『宇久島篇』
- NTT DoCoMo九州 『そばにいたい篇』

2005年
- マクドナルド 『おごるサラリーマン篇』
- NTT DoCoMo九州 『宮崎・初夏篇』
- NTT DoCoMo九州 『竹富島篇』
- NTT DoCoMo九州 『今日も、いい顔をみました。篇』

2006年
- リクルート 『フロムA 夢のトランク』
- NTT DoCoMo九州 『未来を守る篇』・『どんなときも篇』 - ナレーション

2007年
- トーヨータイヤ『トランパスMP４』 - ナレーション
- 富士急ハイランド『フジQ巨大連鎖篇』

2008年
- メディカル総合学園『いのちのかぎりに篇』 - ナレーション
- Panasonic『フルハイビジョンカード愛情サイズ「ママになったら篇」「ダッシュ篇」』 -  ナレーション
- コカ・コーラZERO『エクササイズ篇』
- サントリー『贅沢微糖』
- ケンタッキー『ケンタッキーへGO!篇』
- アットローン『すっきり篇』

2009年
- Panasonic 『フルハイビジョンカード愛情サイズ』 - ナレーション
- フレンドシッププロジェクト 『夫婦の絆』篇
- JR九州 『つばめ 「見送る人」篇』

2010年
- LOTO6 『夢のペット』篇/ 『夢の雪合戦』篇

2011年
- 日清フーズ 『とびきりの愛』篇 - ナレーション
- サントリー 『-196℃「なぜ飲まないの」篇』
- TOSHIBA 『ママゴコロ家電 「父の目でみると」篇』
- JT 『グッドスモーカーの肖像「マナー」篇/「ひろ街」篇/「分煙」篇』

2013年
- ベルメゾン

2014年
- セキスイハイム東海『レジ編』・『バス編』
- キヤノン PIXUS （TVCM 猫好き桐谷さん／スマフォトプリント篇 - 桐谷美玲と共演、2014年 -） [87]
- ヤクルト「カゼと乳酸菌 シロタ株」

2016年
- ワコール『BROS「忙しいパパへ」篇』webcm
- スカパー!　『「弱虫ペダル」篇,「4K宣言」篇,「欧州サッカー」篇』
- 大塚製薬『賢者の食卓ダブルサポート「どんなときも賢者と。」篇,「賢者と男」篇」

2017年
- オートバックスセブン

2018年
- 日本郵政「会うを超える。」篇
- 奥村組「建設LOVE 奥村くみ」篇[88]

2019年
- エフアンドエム『オフィスステーション「年末調整な仲間たち」篇、「2020年な仲間たち」篇』[89]
- Honda『ステップワゴン「家族の空間」篇』 - ナレーション[90]

2020年
- trivago
- 奥村組「建設LOVE 奥村くみ」篇
- モスバーガー『2つのチキン南蛮「待ってた」篇』[91]
- AOKI「新ビズスタイル」
- ドクターリセラ『アクアヴィーナス「編集室」篇』[92]
- フジテック「エレベータ 非接触ボタン」篇[93]
- マクドナルド「変わらない、おいしさ。ダブルチーズバーガー」篇[94][95]

2021年
- 東京海上日動火災保険『ハナのハテナ「DAP」篇』[96]
- ACジャパン『2021年度日本動物愛護協会支援キャンペーン「一目惚れ」』

2022年
- キリン・一番搾り「2年越しに伝えたかったこと」篇[97]

2025年
- 奥村組「建設LOVE！奥村くみ/くみ、所長になる」篇、「建設LOVE！奥村くみ/育休中の先輩」篇[98]